# Dirty Money, l'infiltré

Dirty Money, l'infiltré ou Dirty Money est un film coproduit par la Suisse, le Canada et la France, réalisé par Dominique Othenin-Girard, sorti en 2008. Il s'agit d'une adaptation au cinéma du livre Comment j'ai infiltré les cartels de la drogue de Fausto Cattaneo, ancien commissaire de police au Tessin (Suisse).

## Synopsis
Marc Girard est un policier d'investigation en proie à la dépression et au suicide pour qui rien ne tourne rond. Muté aux archives judiciaires pour le punir, ses supérieurs finissent vite par lui redemander du service dans une histoire de blanchiment d'argent. Il infiltre donc une organisation où sa vie et celle de ses proches ne tient qu'à un fil face à un procureur qui n'apprécie pas les manières peu orthodoxes du policier.

## Distribution
- Antoine Basler : Marc Girard
- Carlos Leal : Alexandre Girard
- Pascal Vincent : Inspecteur Maroni
- Rosalie Julien : policier
- Teco Celio : Baumgartner
- Andréa Ferréol : Emeline Girard
- Jean-François Stévenin : Cambas
- Uygar Tamer : Sükran Baka
- Tunç Okan : Baka
- Michel Voita : Vaster
- Caroline Gasser : Ferucci
- David La Haye : Simon Wenger